# Чёрная книга (Холокост)
«Чёрная книга» (Чёрная книга: о злодейском повсеместном убийстве евреев немецко-фашистскими захватчиками во временно оккупированных районах Советского Союза и в лагерях Польши во время войны 1941-45 гг.) — сборник документов и свидетельств очевидцев о преступлениях против еврейского народа на оккупированной нацистами территории СССР и Польши в годы Холокоста, а также об участии евреев в сопротивлении против нацистов во время Второй мировой войны, составленный и литературно обработанный коллективом советских журналистов под руководством Ильи Эренбурга и Василия Гроссмана (в рамках их деятельности в составе Еврейского антифашистского комитета) в 1940-х годах. При жизни авторов не была опубликована.

## Начало составления
Во время войны видные советские писатели и журналисты Илья Эренбург и Василий Гроссман были военными репортерами Красной Армии. Документальные сообщения Гроссмана из лагерей смерти Треблинка и Майданек — одни из первых свидетельств (1943) Холокоста. Его статья «Треблинский ад» (1944) была представлена во время Нюрнбергского процесса как документ для судебного преследования.
Дочь Эренбурга Ирина в своем предисловии к изданию 1993 года рассказывает:

…во время войны фронтовики присылали Илье Эренбургу огромное количество документов, найденных на освобожденных от оккупантов территориях, рассказывали в своих письмах то, что увидели или услышали. Эренбург решил собрать присланные дневники, предсмертные письма, свидетельские показания, относящиеся к истреблению гитлеровцами евреев и издать «Черную книгу». Вместе с писателем В. Гроссманом они взялись за эту работу: нужно было отобрать самый яркий материал, сократить его, объяснить непонятные места. Гроссман и Эренбург привлекли к этой работе ряд писателей и журналистов. Образовалась Литературная комиссия при Еврейском антифашистском комитете.
27 июля 1943 года в газете «Эйникайт» был опубликован призыв присылать в комитет свидетельства об уничтожении гитлеровцами евреев.
Илья Альтман в другом предисловии к тому же изданию пишет, что идея «Черной книги» принадлежала Альберту Эйнштейну и Американскому комитету еврейских писателей, учёных и артистов (англ. American Committee of Jewish Writers, Artists, and Scientists). Именно Эйнштейн (по словам одного из руководителей ЕАК — поэта И. Фефера) обратился вместе с писателями Ш. Ашем иБ. Ц. Гольдбергом в конце 1942 года в ЕАК с предложением начать сбор материалов об уничтожении гитлеровцами еврейского населения СССР. Но ЕАК не знали, надо ли создавать книгу, посвященную исключительно еврейскому населению, и дело не двигалось до визита Фефера и Михоэлса в США летом 1943 года. Эйнштейн и американские коллеги продолжали настаивать на совместной работе, но только после «длительных телеграфных переговоров с Москвой» Фефер и Михоэлс получили санкции партийного руководства. Планировалось издание книги на английском языке в США и Великобритании, причём материалы СССР должны были стать лишь частью этой книги, по плану американцев. ЕАК достиг договоренности с Всемирным еврейским конгрессом (ВЕК), что каждая из сторон организует сбор и обмен материалами, которые затем предполагалось опубликовать на разных языках. В 1944 году в США был создан исполнительный комитет по изданию «Черной книги» под председательством Б. Ц. Гольдберга и Нахума Гольдмана, а затем организована международная редколлегия, куда вошли члены Комитета еврейских писателей, ЕАК, ВЕК и Еврейского национального Совета Палестины. 552 страницы документального материала было послано в США, причём в обход Эренбурга, который, узнав об этом, вступил в конфликт с руководством ЕАК, в результате чего была создана специальная комиссия под руководством С. Л. Брегмана.
Письмо Эренбурга одному из его читателей свидетельствует, что уже в 1943 году он использовал название «Черная книга» для именования своей работы: в 1944 году несколько отрывков будущей книги было опубликовано в журнале «Знамя»; в том же году 2 октября на заседании Литературной комиссии, судя по стенограмме, Эренбург сказал, что ему было сказано: «сделайте книгу, и, если она будет хорошей, она будет напечатана. Так я не понимаю, что значит „будет хорошей“ — это не тот роман, содержание которого неизвестно». Кроме «Черной книги» Эренбург планировал также издание сборников о евреях-участниках войны и о евреях-партизанах, но ничего не было осуществлено.
13 октября 1945 года в Литературной газете сообщалось о передаче 1-го тома «Черной книги» издательству Дер Эмес. В создании очерков и обработке материалов участвовали писатели: М. Алигер, П. Антокольский, В. Герасимова, С. Голованивский, В. Гроссман, А. Дерман, В. Иванов, В. Ильенков, В. Инбер, В. Каверин, Л. Квитко, Г. Мунблит, А. Платонов, О. Савич, Л. Сейфуллина, А. Суцкевер, Р. Фраерман, М. Шкапская, В. Шкловский, И. Эренбург и другие.

## Содержание
Книга состоит из материалов трёх категорий:
- Письма, дневники, застенографированные рассказы и показания свидетелей и очевидцев, спасшихся от фашистов. Некоторые письма — предсмертные, написанные казнёнными.
- Очерки советских писателей, написанные на основе показаний, писем, дневников, стенограмм, бесед со свидетелями, осмотре мест массовых казней, территорий гетто и лагерей, вскрытии братских могил, официальных актов.
- Документы, представленные Государственной Чрезвычайной Комиссией по установлению и расследованию злодеяний немецко-фашистских оккупантов — показания исполнителей и организаторов убийств, показания свидетелей.

Разделы книги названы по республикам: «Украина», «Белоруссия», «РСФСР», «Литва», «Латвия», а также «Советские люди едины», «Лагеря уничтожения» и «Палачи».
Окончательно сформированный текст книги включает 118 материалов. Из них авторы и «подготовившие к печати»:
- Илья Эренбург — подготовил 31 текст
- Василий Гроссман — 10
- А. Суцкевер (пер. М. Шамбадал и Б. Черняк) — 23 (раздел «Виленское гетто»)
- Р. Ковнатор — 7; Р. Ковнатор и Р. Фраерман — 2; Р. Ковнатор и В. Гроссман — 1
- Ефим Гехман — 9
- О. Савич — 9
- Меер Елин — 4 (раздел «Форты смерти возле Каунаса»)
- По 3 текста: Г. Мунблит, Лев Квитко, А. Дерман
- По 2 текста: Л. Гольдберг, Валерия Герасимова, Савва Голованивский
- По 1 тексту: Лев Озеров, Владимир Лидин, Вера Инбер, Мария Шкапская, Л. Базаров, Г. Смоляр, Маргарита Алигер, Всеволод Иванов, Виктор Шкловский, Я. Йосаде, В. Ильенков, Л. Сейфуллина, Гирш Ошерович (пер. М. А. Шамбадал), В. Апресьян, П. Антокольский и В. Каверин, Осип Чёрный, Б. Марк, академик И. П. Трайнин.

Доктор исторических наук Эммануил Иоффе утверждает, что в основе «Истории Минского гетто», вошедшей в «Чёрную книгу», лежат записи, сделанные узницей гетто, подпольщицей и партизанкой Анной Мачиз.

## Судьба Чёрной книги в СССР

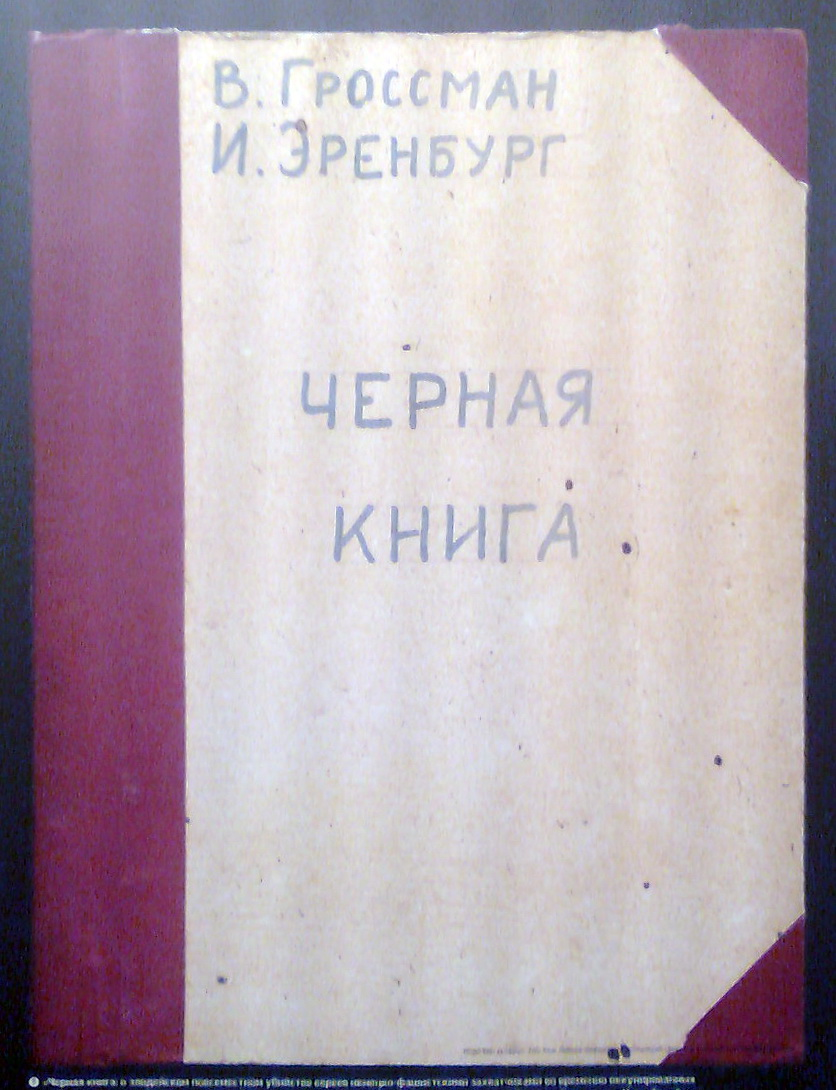
Сохранившийся экземпляр (Еврейский музей и центр толерантности)

В 1945 году Литературная комиссия прекращает своё существование и издание «Черной книги» поручается непосредственно Еврейскому комитету, тогда возглавлявшемуся С. Лозовским. 5 апреля 1945 года Лозовский пишет Эренбургу, что, по его мнению, надо издать две книги: одну — с аутентичными документами, другую — с литературно обработанными Гроссманом и Эренбургом свидетельствами.
26 февраля 1946 года комиссия при ЕАК под председательством Брегмана вынесла заключение: «Оба переданные на рассмотрение варианта „Чёрной книги“ не представляют окончательно отредактированных материалов. Комиссия считает, что в представленных очерках излишне много рассказывается о гнусной деятельности предателей родины». Это ставилось в упрёк книге, так как рассказ о предателях смягчал силу главного обвинения, предъявленного немцам.
Совинформбюро разослало рукопись книги в США, Англию, Францию, Палестину и другие страны. В 1946 г. книга была издана в США.
По словам Василия Гроссмана, именно из-за конфликта с передачей материалов в США Эренбург отказался от руководства Литературной комиссией (25 апреля 1946) и расценил работу над параллельным изданием как прекращение работы Литературной комиссии, отправив идентичные письма всем соавторам «Книги», предлагая им распорядиться материалами по своему усмотрению. Приказом по Совинформбюро 28 мая 1945 года была создана новая редколлегия «Чёрной книги», куда Эренбург не вошёл. Они внесли существенные дополнения и изменения в первоначальный текст, созданный под руководством Эренбурга. Гроссман продолжил организационную работу по подготовке рукописи к изданию и сбору новых материалов. Текст был отправлен на новую рецензию (15 июня 1945), в которой повторилось пожелание убрать истории о предателях. Рецензия вызвала новое активное редактирование текста и отбор новых материалов. Именно тогда было принято решение расположить тексты «по республикам», а внутри разделов — по усмотрению авторов; также отказались от идеи издания двух вариантов, остановившись на решении дать к очеркам писателей краткие пояснения о происхождении материалов и их «документальности».
Подготовленный этим составом вариант был разослан в различные страны (см. раздел ниже). Также решался вопрос об издании американского текста «Чёрной книги»: из США прислали свою рукопись, но советская сторона была недовольна предисловием Эйнштейна, введением и т. п. 25 апреля 1945 года, судя по обсуждению участников подготовки на заседании ЕАК, рукопись была близка к опубликованию: уже была вёрстка 27 печатных листов из 43, подведены итоги, рекомендовалось продолжить сбор материалов для следующих томов и поставлен вопрос об издании на идише.
Однако Г. Ф. Александров, заведующий Управлением пропаганды ЦК ВКП(б), написал в докладной записке А. А. Жданову от 3 февраля 1947 г., категорично констатировав «нецелесообразность» издания:

«… чтение этой книги, особенно её первого раздела, касающегося Украины, создает ложное представление об истинном характере фашизма и его организаций. Красной нитью по всей книге проводится мысль, что немцы грабили и уничтожали только евреев. У читателя невольно создаётся впечатление, что немцы воевали против СССР только с целью уничтожения евреев. По отношению же к русским, украинцам, белорусам, литовцам, латышам и другим национальностям Советского Союза немцы якобы относились снисходительно. Во многих рассказах подчёркивается, что для того, чтобы спастись, достаточно было приобрести „русский паспорт“, не походить на еврея и т. п…
…В предисловии, написанном В. Гроссманом, указывается, что в уничтожении евреев была своеобразная провокационная политика, что у немцев была установлена некоторая очерёдность в истреблении народов Советского Союза. Однако содержание книги не подтверждает этого. Да и мысль о какой-то несуществовавшей очерёдности сама по себе неправильна. В документах Государственной Чрезвычайной Комиссии по установлению и расследованию злодеяний немецко-фашистских захватчиков убедительно показано беспощадное истребление гитлеровцами в одно и то же время и русских, и евреев, и белорусов, и украинцев, и латышей, и литовцев, и других народов Советского Союза. Однако эти документы использованы авторами совершенно недостаточно.
Исходя из этих соображений, Управление пропаганды считает издание „Чёрной Книги“ в СССР нецелесообразным».

Александров осуждал рассылку рукописи по зарубежным странам. Также книгу компрометировало её создание в сотрудничестве с США, так как уже начиналась холодная война. Несмотря на недовольство Александрова, ЕАК изыскали возможность продолжить печать, разместив заказ в июле 1947 в типографии Высшей партийной школы (42 печатных листа тиражом 30 тыс. экз.). Официального запрета Жданова не последовало, и на вёрстке появилась виза «В печать», датированная 14 июля 1947 года.
В письме С. М. Михоэлса Жданову от 18 сентября 1947 г. говорилось, что «20 августа с. г., когда книга в основном (33 листа из 38) была набрана и напечатана, со стороны Главлита последовало распоряжение о прекращении печатания книги».
7 октября 1947 г. в ответ на повторное письмо С. М. Михоэлса за подписью заведующего отделом издательств Управления пропаганды ЦК ВКП(б) М. А. Морозова была направлена «Справка» в секретариат А. А. Жданова, в которой говорилось: «„Чёрная книга“ была внимательно рассмотрена в Управлении пропаганды. Книга содержит серьёзные политические ошибки. Издание книги на 1947 год Управлением пропаганды не утверждено. Исходя из этого, „Чёрная книга“ не может быть издана».
Набор книги был уничтожен в 1948 году, в январе того же года был убит Михоэлс. В книге «Люди, годы, жизнь» Эренбург пишет: «20 ноября 1948 года, когда закрыли Еврейский антифашистский комитет, рассыпали набор „Черной книги“, забрали гранки и рукопись». В конце 1948 г. начались аресты активных членов ЕАК. При подготовке к судебному процессу 1952 года, где обвинения были предъявлены руководству ЕАК, по свидетельству Эренбурга, участие в создании «Чёрной книги» занимало весьма важное место.

## Рукописи и публикации
Часть материалов Эренбурга, впоследствии вошедших в «Чёрную книгу», были опубликована на русском языке под заголовком «Народоубийцы» в журнале «Знамя» (№ 1-2, 1944, стр. 183—196); а также на идише в сборнике «Мердер фун фелкер» («Народоубийцы», кн. 1-2, М., 1944) в издательстве «Дер Эмес».
В 1944—1945 Эренбург и Гроссман составили два тома «Убийство народа» на идише и вверили рукопись ЕАК. Рукопись варианта лета 1945 года была передана представителю советского обвинения на Нюрнбергском процессе и сохранилась в архивах ЧГК. В начале 1946 года дополненная и отредактированная в соответствии с пожеланиями рецензентов и постановлениями комиссии рукопись была послана в 10 стран мира[прояснить]: США, Израиль (тогда британская Палестина), Австралия, Болгария, Великобритания, Италия, Мексика, Румыния и Франция. В Румынии в том же году были изданы выдержки.
После разгона ЕАК все подготовительные материалы к «Черной книге», занявшие 27 томов, были сохранены в архиве МГБ, затем переданы на секретное хранение в ЦГАОР (совр. Государственный архив Российской Федерации), и стали открытыми для исследования только в 1989 году.
В 1947 году Эренбург передал в Еврейский музей Вильнюса на временное хранение и для использования 2 альбома, состоящие из 413 страниц, с материалами «Черной книги»; ему их вернули в 1948 г. после закрытия ЕАК. В 1960 году Исторический музей Вильнюса попросил у Эренбурга эти материалы, писатель удовлетворил их просьбу, но через год забрал их обратно, говоря, что они нужны ему для работы. В 1965 году в своих письмах Эренбург сообщал, что «ведутся переговоры с АПН об издании», но из этого также ничего не вышло.
В 1970 году, разбирая архив отца, Ирина Эренбург обнаружила папки «Черной книги» и, зная, что ими интересовался КГБ, отдала его на хранение разным людям, а затем в начале 80-х годов переправила в Иерусалим. Эта рукописная «Чёрная книга» хранится в Национальном мемориале катастрофы и героизма (Яд ва-Шем) в Израиле.
Впервые на русском языке «Чёрная книга» вышла в Иерусалиме в 1980 году в издательстве «Тарбут», но, как отмечалось в предисловии, некоторых материалов в Израиле не оказалось. (Это издание осуществлено на основе рукописи, разосланной в 1946 году в 10 стран). Затем её издали в Киеве в 1991 и в том же году на Украине ещё раз.
В 1989 году профессор МГУ Лев Оскарович Карпачевский передал журналисту «Вечерней Москвы» Давиду Гаю один из вариантов верстки «Черной книги», которую Лев Оскарович тайно хранил с 1950-х годов. В свою очередь он получил ее от своего двоюродного дедушки Моисея Григорьевича Грабойса с просьбой «сохранить во что бы то ни стало». Данная версия верстки не была окончательной.
В январе 1993 года знакомый Ирины Эренбург передал ей верстку «Черной книги», чудом сохранившуюся после разгона ЕАК в 1948 году. На ней чьей-то рукой написано «По исправлении в печать. 14. VI. 47». В 1993 году в Вильнюсе издательством «Йад» было осуществлено издание, включающее этот корректурный оттиск уничтоженного 1947 года набора (опубликован впервые), фрагменты из материалов Государственного архива Российской Федерации (машинописные страницы 1945 года с купюрами, вычеркнутыми рецензентами при подготовке к варианту 1946 года) с дополнениями из «Черной книги» иерусалимского издания 1980 года.
В России этот сборник впервые был издан в 2015 году с помощью кампании по сбору средств в сети Интернет.